# Cerova (Arilje)
Cerova (Servisch: Церова) is een plaats in de Servische gemeente Arilje. De plaats telt 1151 inwoners (2002).